# NGC 2813
NGC 2813 (również PGC 26252 lub UGC 4916) – galaktyka soczewkowata (S0), znajdująca się w gwiazdozbiorze Raka. Odkrył ją Albert Marth 17 lutego 1865 roku.